# Quatro grandes famílias da República da China
As quatro grandes famílias da República da China (chinês: 蔣宋孔陳四大家族, pinyin: Jiǎng-Sòng-Kǒng-Chén sì dà jiāzú) são um grupo inicial de famílias do período da República da China. Foram responsáveis por grande parte da gestão das finanças, política, economia e direito da China. As quatro grandes famílias começam com os sobrenomes chineses Chiang, Soong, Kung, e Chen.

## Famílias
As seguintes famílias e seus descendentes estão listadas abaixo. Cada reentrância é pelo menos uma geração para baixo, mas não necessariamente, a próxima geração. Nem todos os descendentes são mostrados.

### Notáveis da família Chiang
- Chiang Kai-shek (蔣介石, 1887–1975), primeiro Presidente da República da China[2]
  - Chiang Ching-kuo (蔣經國, 1910–1988), Presidente da República da China
    - Eddie Chiang (蔣孝勇, 1948–1996), político
    - Winston Chang (章孝慈, 1941–1996), presidente da  Universidade Soochow
    - John Chiang (蔣孝嚴, 1941–), político

### Notáveis da família Soong[3]
- Charlie Soong (宋嘉樹, 1863–1918), empresário, amigo de Sun Yat-Sen
  - T. V. Soong (宋子文, 1891–1971), empresário[1]
  - Irmãs Soong
    - Soong Ai-ling (宋藹齡, 1890–1973), casada com H. H. Kung
    - Soong Ching-ling (宋慶齡, 1893–1981), casada com Sun Yat-sen, Presidente Honorário da República Popular da China (1981), Presidente da República Popular da China (1968-1972), Presidente do Comitê Permanente do Congresso Nacional Popular (1976-1978), vice-presidente da República Popular da China
    - Soong May-ling (宋美齡, 1898–2003), casada com Chiang Kai-shek, primeira-dama da República da China

  - Soong Zi-on (宋子安, 1906–1969), presidente do banco de Guangzhou

### Notáveis da família Kung
- H. H. Kung (孔祥熙, 1881–1967), empresário, político[1]

### Notáveis da família Chen
- Chen Qi-mei (陳其美, 1878–1916), político[1]
  - Chen Guo-fu (陳果夫, 1892–1951), político
  - Chen Li-fu (陳立夫, 1900–2001), político